# Sh2-134
Sh2-134 è una grande nebulosa a emissione visibile nella costellazione di Cefeo.
Si individua nella parte meridionale della costellazione ed è più o meno centrata attorno alla stella λ Cephei; il periodo più indicato per la sua osservazione nel cielo serale ricade fra i mesi di luglio e dicembre ed è notevolmente facilitata per osservatori posti nelle regioni dell'emisfero boreale terrestre, dove si presenta circumpolare fino alle regioni temperate calde.
Sh2-134 è un esteso sistema di nebulose legate all'associazione Cepheus OB2; la sua distanza è pari a 900 parsec (oltre 2900 anni luce) e riceve la radiazione ionizzante della stella λ Cephei, situata negli immediati dintorni. Si ritiene che questa nebulosa, così come le vicine Sh2-131 e Sh2-133, siano associate alla grande superbolla in espansione nota come Cepheus Bubble. La componente non ionizzata del sistema nebuloso di Sh2-134 comprende alcune nubi molecolari visibili alla lunghezza d'onda del CO, fra le quali spiccano [DBY94] 153 e [DBY94] 156, rispettivamente con una massa pari a 510 e 450 M⊙. Fenomeni di formazione stellare nella regione sono testimoniati dalla presenza di alcune sorgenti di radiazione infrarossa, gran parte delle quali identificate dall'IRAS, e di un maser con emissioni H2O.